# Rattus tiomanicus
Rattus tiomanicus is een rat uit de familie Muridae.

## Kenmerken
Deze soort wordt 14 tot 19 cm lang. De staart is 12 tot 18 cm lang. Hij weegt 80 tot 130 gram. De rug is bruin, de buik lichtgrijs tot wit. De vacht is zacht. De staart is donker gekleurd. De voeten zijn breed; de bovenkant is niet behaard. De soort is voornamelijk 's nachts actief. Hij leeft in allerlei habitats, zoals kustbossen, mangroves, grasgebieden en plantages.

## Verspreiding
Deze soort komt voor op Malakka, Borneo, Palawan, Sumatra, Java en omliggende kleine eilanden.
Het is nog onduidelijk welke eilandpopulaties aparte soorten of ondersoorten van deze wijdverspreide soort zijn; soorten als Rattus mindorensis uit Mindoro, Rattus simalurensis uit een eilandengroep ten noordwesten van Sumatra en Rattus burrus uit de Nicobaren behoren mogelijk ook tot deze soort. Rattus blangorum uit Sumatra is pas in 2005 als een aparte soort naast R. tiomanicus erkend. Ook R. baluensis uit Borneo is verwant aan deze groep. Deze soort is vroeger ook wel "Rattus jalorensis" genoemd of tot R. rattus gerekend. Hij komt ook voor op allerlei kleine eilanden, zoals Enggano ten zuidwesten van Sumatra en Arena, Bancalan, Busuanga, Calauit en Palawan in de zuidwestelijke Filipijnen.

## Ondersoorten
Deze soort heeft de volgende ondersoorten:
- Rattus tiomanicus banguei Chasen & Kloss, 1932 (Pulau Banggi, ten noorden van Borneo)
- Rattus tiomanicus batin Robinson, 1916 (Pulau Mapor in de Riouwarchipel)
- Rattus tiomanicus ducis Lyon, 1911 (Pulau Datu bij de westkust van Borneo)
- Rattus tiomanicus jalorensis Bonhote, 1903 (Zuid-Thailand en Malakka)
- Rattus tiomanicus jarak Bonhote, 1905 (Pulau Jarak in de Straat Malakka)
- Rattus tiomanicus jemuris Chasen & Kloss, 1931 (Aroa-eilanden in de Straat Malakka)
- Rattus tiomanicus julianus Miller, 1903 (Pulau St. Julian, bij de Tambelan-eilanden)
- Rattus tiomanicus kabanicus Hill, 1960 (Pulau Kaban in de Johore-archipel)
- Rattus tiomanicus kunduris Chasen & Kloss, 1931 (Pulau Kundur in de Riouwarchipel)
- Rattus tiomanicus lamucotanus Lyon, 1911 (Pulau Lamukotan bij de westkust van Borneo)
- Rattus tiomanicus luxuriosus Chasen, 1935 (Pulau Bunguran, ten noorden van Borneo)
- Rattus tiomanicus maerens Miller, 1911 (Pulau Nias, ten westen van Sumatra)
- Rattus tiomanicus mangalumis Kloss, 1931 (Pulau Mangalum, ten noordwesten van Borneo)
- Rattus tiomanicus mara Miller, 1913 (Pulau Maratua bij de oostkust van Borneo) (tua Miller, 1913 is een synoniem)
- Rattus tiomanicus pauper Miller, 1913 (Pulau Serasan in de Zuid-Natuna-eilanden)
- Rattus tiomanicus payanus Chasen & Kloss, 1931 (Pulau Paya in de Straat Malakka)
- Rattus tiomanicus pemanggis Chasen, 1940 (Pulau Permanggil, bij de oostkust van het schiereiland Malakka)
- Rattus tiomanicus perhentianus Chasen, 1940 (Pulau Perhentian Besar, ten oosten van het schiereiland Malakka)
- Rattus tiomanicus pharus Hill, 1960 (Pulau Pisang in Straat Malakka)
- Rattus tiomanicus piperis Schwarz & Schwarz, 1967 (Pulau Mata Siri, ten zuiden van Borneo)
- Rattus tiomanicus rhionis Thomas & Wroughton, 1909 (Pulau Bintan in de Riouwarchipel)
- Rattus tiomanicus roa Miller, 1913 (Pulau Aur bij de oostkust van het schiereiland Malakka)
- Rattus tiomanicus roquei Sody, 1929 (West-Java) (lasurius Sody, 1941, delirius Sody, 1941 en generatius Sody, 1941 zijn synoniemen)
- Rattus tiomanicus rumpia Robinson & Kloss, 1911 (Pulau Rembia in de Sembilan-eilanden, ten westen van het schiereiland Malakka)
- Rattus tiomanicus sabae Medway, 1965 (Borneo) (ambersoni Schwarz & Schwarz, 1967 is een synoniem)
- Rattus tiomanicus sebasianus Sody, 1941 (Pulau Sebesi in Straat Soenda)
- Rattus tiomanicus siantanicus Miller, 1900 (Pulau Siantan in de Anambaseilanden)
- Rattus tiomanicus sribuatensis Hill, 1960 (Pulau Sribuat in de Pahang-archipel)
- Rattus tiomanicus tambelanicus Miller, 1900 (Pulau Tambelan Besaur in de Tambelan-eilanden)
- Rattus tiomanicus tenggolensis Yong, 1971 (Pulau Tenggol bij de oostkust van het schiereiland Malakka)
- Rattus tiomanicus terutavensis Hill, 1960 (Pulau Terutau, bij de westkust van Zuid-Thailand)
- Rattus tiomanicus tingius Miller, 1913 (Pulau Tinggi, bij de oostkust van het schiereiland Malakka)
- Rattus tiomanicus tiomanicus Miller, 1900 (Pulau Tioman, bij de oostkust van het schiereiland Malakka)
- Rattus tiomanicus vernalus Sody, 1940 (Pulau Enggano, ten zuidwesten van Sumatra)
- Rattus tiomanicus viclana Miller, 1913 (Pulau Lankawi bij de westkust van het schiereiland Malakka)